# Związek Młodzieży Demokratycznej
Związek Młodzieży Demokratycznej (ZMD) – polska organizacja młodzieżowa istniejąca w latach 1945–1948 oraz w III RP, afiliowana przy Stronnictwie Demokratycznym. 

## Historia
Związek Młodzieży Demokratycznej został powołany 1 lipca 1945 na mocy uchwały Zarządu Głównego Stronnictwa Demokratycznego. Pierwszy zjazd organizacji odbył się w sierpniu 1945. ZMD nawiązywał do tradycji Sekcji Młodych w Klubach Demokratycznych i SD z okresu przedwojennego oraz Ruchu Młodej Demokracji z czasów II wojny Światowej. Prowadził działalność wśród młodzieży szkolnej i akademickiej. 
W 1946 znaczna część delegatów Zjadu Krajowego opowiedziała się za współpracą środowisk demokratycznych z opozycyjnym wówczas Polskim Stronnictwem Ludowym. To wydarzenie oraz widoczny udział ZMD w szczecińskiej manifestacji poparcia dla Stanisława Mikołajczyka, spowodowało natychmiastową reakcję PPR. Po przeprowadzeniu w wyniku tych wydarzeń wewnętrznej weryfikacji Związek Młodzieży Demokratycznej popierał już zmiany dokonane w Polsce po zakończeniu II wojny światowej. Po weryfikacji w 1948 zrzeszał ok. 12 tysięcy członków. ZMD w lipcu 1948 zjednoczył się z trzema innymi organizacjami młodzieżowymi (ZWM, ZMW RP Wici i OMTUR) i w tym samym roku na kongresie we Wrocławiu utworzyły one Związek Młodzieży Polskiej. Główni działacze: Ryszard Wojdak (prezes), Leszek Guzicki, Wiktor Nagórski, Janusz Szałkowski, Lesław Wysocki.

### Próby reaktywacji
W okresie 1955–1956 powołana została antykomunistyczna organizacja młodzieżowa o nazwie Związek Młodych Demokratów na czele której stanęli Przemysław Górny i Karol Głogowski.
W reakcji na jej powstanie, SD powołało swoją organizację młodzieżową o takiej samej nazwie. Obie organizacje połączyły się następnie na zasadach przyjęcia przez ZMD afiliowany przez SD programu antykomunistycznego pierwszego ZMD. Organizacja ta przyjęła następnie nazwę Związek Młodych Demokratów.
Pod presją szykan ze strony Służby Bezpieczeństwa i wobec zerwania współpracy z SD, zarząd związku 16 stycznia 1957 podjął uchwałę o samorozwiązaniu. Część jego struktur kontynuowała jednak nielegalną działalność. W październiku 1957 członkowie organizacji warszawskiej publicznie wystąpili w obronie likwidowanego tygodnika "Po prostu". 
Członkowie związku w latach 1958–1960 kontynuowali działalność opozycyjną w utworzonej przez Przemysława Górnego Lidze Narodowo-Demokratycznej.
W 1980 studenci Uniwersytetu Jagiellońskiego: Stefan Bieliński, Zbigniew Grzyb i Adam Zyzman utworzyli Akademicki Klub Demokratyczny, który 13 lutego 1981 na ogólnopolskim zjeździe młodzieży w Krakowie przekształcił się w Związek Młodzieży Demokratycznej (ZMD). Przewodniczącym  związku został Piotr Wallo. Na historycznym XII Kongresie SD, Stronnictwo Demokratyczne przejęło patronat nad ZMD.
￼Po wprowadzeniu stanu wojennego 13 grudnia 1981, ZMD został uznany za organizację wrogą i na mocy dekretu o stanie wojennym zawieszony, a następnie w listopadzie 1982 decyzją ministra MSW gen. Czesława Kiszczaka został zdelegalizowany jako organizacja, która chciała obalić siłą ustrój i porządek prawny PRL. Próby odwołania się od tej decyzji nie przyniosły pozytywnego rezultatu. Członkowie związku, którzy odmówili współpracy z SB, byli inwigilowani i nakłaniani do emigracji na Zachód na tzw. paszport w jedną stronę, tzn. z prawem jednokrotnego przekroczenia granicy PRL bez prawa powrotu. Praktyki te były w stanie wojennym powszechnie stosowane przez SB wobec opozycji. 
Członkowie rozbitego ZMD od początku stanu wojennego włączyli się w kolportaż bibuły, nawiązano również współpracę z innymi "podziemnymi" organizacjami.
Na "powierzchni" członkowie zdelegalizowanego ZMD działali w ramach Kół Młodych Demokratów, które następnie w drugiej połowie lat osiemdziesiątych połączyły się i powołały Krajową Radę Młodych Demokratów. Przewodniczącymi KRMD byli: Zbigniew Sawicki, Zbigniew Grzyb, Mirosław Koźliński.

### Reaktywacja i działalność w III RP
W 1989, razem z NSZZ "Solidarność", reaktywowano również Związek Młodzieży Demokratycznej, w oparciu o statut z 1981. Pierwszym Przewodniczącym nowej Krajowej Rady ZMD został Zbigniew Grzyb. Kolejnymi przewodniczącymi ZMD byli m.in.: Krzysztof Majczyk, Beata Paleta, Sabina Klimek. ZMD został członkiem Polskiej Rady Młodzieży.
1 kwietnia 2006 byli członkowie ZMD i Ruchu Młodych Demokratów powołali stowarzyszenie Polscy Wolni Demokraci. Pierwszy Kongres PWD odbył się 9 września 2006. Przewodniczącym stowarzyszenia został Zbigniew Grzyb. 
W 2009, po objęciu przewodnictwa w SD przez Pawła Piskorskiego, Związek Młodzieży Demokratycznej został na nowo zorganizowany; wpisano go wówczas do rejestru stowarzyszeń. Przewodniczącym został Paweł Piwowar.